# Aïn Yagout
Ain Yagout là một thị trấn thuộc tỉnh Batna, Algérie. Dân số thời điểm năm 2002 là 8.988 người.